# Tian Jia
Tian Jia (vereenvoudigd Chinees: 田佳; Tianjin, 9 februari 1981) is een Chinees voormalig beachvolleyballer. Ze nam deel aan drie opeenvolgende Olympische Spelen en won in 2008 met Wang Jie een zilveren medaille. Daarnaast behaalde ze bij de wereldkampioenschappen een zilveren en een bronzen medaille.

## Carrière

### 1998 tot en met 2005
Tian debuteerde in 1998 in de FIVB World Tour met Zhou Suhong. Het tweetal speelde vijf wedstrijden met twee vijfentwintigste plaatsen (Espinho en Osaka) als beste resultaat. Het jaar daarop vormde ze een team met Han Bo. Ze namen deel aan vier reguliere toernooien en de WK in Marseille waar ze niet verder kwamen dan het kwalificatietoernooi. Eind 1999 deed Tian met Zhang Jingkun mee aan een toernooi in Salvador, waarna ze het daaropvolgende seizoen samen speelden. In aanloop naar de Olympische Spelen in Sydney was het duo actief op elf toernooien en behaalde het hun twee eerste toptienplaatsen; in Berlijn werden ze negende en in Dalian zevende. In Sydney verloren Tian en Zhang in de eerste ronde van het Duitse duo Ulrike Schmidt en Gudula Staub en in de herkansingsronde vervolgens van het Cubaanse tweetal Tamara Larrea en Dalixia Fernández, waardoor ze als negentiende eindigden.
Van 2001 tot en met 2005 vormde Tian een team met Wang Fei. Ze namen het eerste jaar deel aan acht reguliere toernooien in de World Tour met vijf toptienplaatsen als resultaat. Bij de WK in Klagenfurt bereikte het duo de zestiende finale waar het werd uitgeschakeld door het Italiaanse tweetal Lucilla Perrotta en Daniela Gattelli. In 2002 speelden ze negen wedstrijden met drie vijfde plaatsen aan het eind van het seizoen als beste resultaat (Klagenfurt, Osaka en Maoming). Daarnaast wonnen ze in Busan de gouden medaille bij de Aziatische Spelen ten koste van hun landgenoten Wang Lu en You Wenhui. Het jaar daarop deden Tian en Wang in aanloop naar de WK in Rio de Janeiro mee aan elf toernooien. Het duo behaalde twee zeges (Bali en Milaan), een vierde plaats (Los Angeles) en drie vijfde plaatsen (Stavanger, Marseille en Lianyungang). In Rio kwamen ze wederom niet verder dan de zestiende finale, waar het Duitse duo Helke Claasen en Judith Deister ditmaal te sterk was.
In 2004 namen Tian en Wang deel aan zes toernooien in de World Tour met een vierde plaats in Fortaleza en een negende plaats in Shanghai als beste resultaat. Bij de Olympische Spelen in Athene verloor het duo in de achtste finale van de latere olympisch kampioenen Kerri Walsh en Misty May. Daarnaast speelde Tian dat jaar twee wedstrijden met Zhang Xi. Het daaropvolgende seizoen waren Tian en Wang actief op negen reguliere FIVB-toernooien waarbij ze enkel in de top vijf eindigden. Ze behaalden een tweede plaats (Gstaad), drie derde plaatsen (Stavanger, Parijs en Klagenfurt), een vierde plaats (Shanghai) en vier vijfde plaatsen (Osaka, Milaan, Sint-Petersburg en Espinho). In Berlijn wonnen Tian en Wang bij de WK de bronzen medaille door Larrea en Fernández in de troostfinale te verslaan, nadat ze in de halve finale tegen Walsh en May door een blessure moesten opgeven. In oktober 2005 deed Tian met Wang Lu verder mee aan twee toernooien in de World Tour.

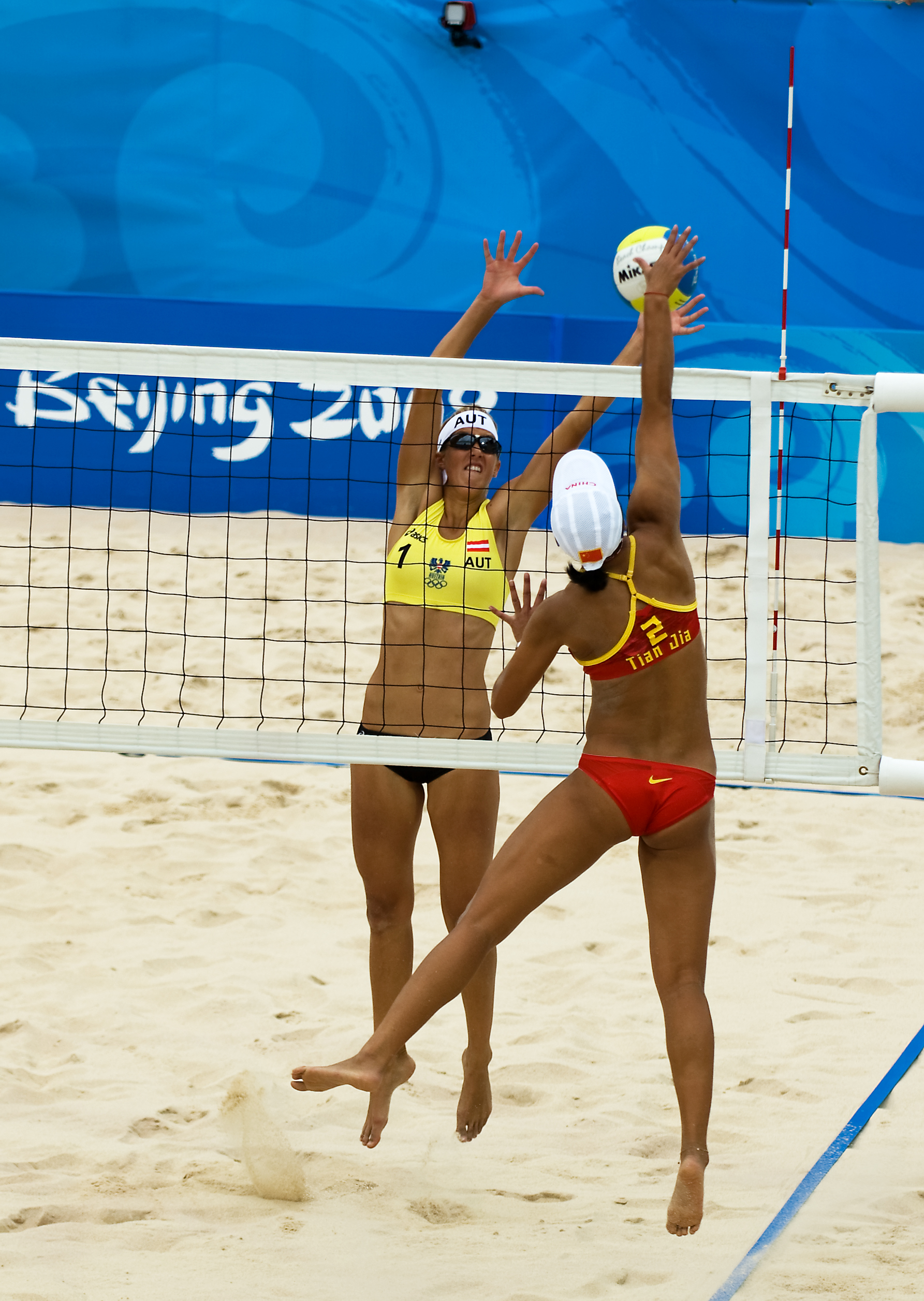
Tian in actie tijdens de olympische kwartfinale in Peking tegen Doris en Stefanie Schwaiger (2008)

### 2006 tot en met 2008
Tian vormde van 2006 tot en met 2008 een duo met Wang Jie. Het eerste jaar haalden ze bij twaalf van de dertien toernooien de top tien; ze wonnen tweemaal (Klagenfurt en Warschau) en behaalden zes podiumplaatsen, waarvan twee tweede (Shanghai en Phuket) en vier derde plaatsen (Modena, Gstaad, Montreal en Porto Santo). Daarnaast eindigde het duo als vierde in Marseille. Verder wonnen ze de bronzen medaille bij de Aziatische Spelen in Doha. In 2007 begonnen Tian en Wang met een overwinning in Shanghai en twee tweede plaatsen in Sentosa en Seoel. Na een vijfde plaats in Warschau en een zevende plaats in Espinho volgden in Parijs en Stavanger opnieuw twee tweede plaatsen. In Montreal eindigde het duo als negende, waarna in Berlijn en Marseille twee derde plaatsen werden behaald. Bij de WK in Gstaad wonnen Tian en Wang vervolgens de zilveren medaille achter Walsh en May. Na afloop behaalden ze in vier toernooien een tweede (Åland) en twee derde plaatsen (Kristiansand en Phuket).
In aanloop naar de Olympische Spelen in eigen land namen Tian en Wang deel aan negen toernooien in de World Tour. Ze eindigden driemaal als tweede (Osaka, Berlijn en Gstaad), eenmaal als derde (Moskou) en eenmaal als vierde (Parijs). In Peking bereikten ze de finale na onder meer hun landgenoten Xue Chen en Zhang Xi in de halve finale te hebben verslagen. In de finale moest het duo wederom genoegen nemen met het zilver achter Walsh en May. Na afloop van de Spelen speelde Tian met Wang Fei in november 2008 in Sanya haar laatste wedstrijd in de World Tour.

## Palmares
Kampioenschappen
- 2002:  Aziatische Spelen
- 2004: 9e OS
- 2005:  WK
- 2006:  Aziatische Spelen
- 2007:  WK
- 2008:  OS

FIVB World Tour
- 2003:  Bali Open
- 2003:  Milaan Open
- 2005:  Gstaad Open
- 2005:  Grand Slam Stavanger
- 2005:  Grand Slam Parijs
- 2005:  Grand Slam Klagenfurt
- 2006:  Modena Open
- 2006:  Shanghai Open
- 2006:  Grand Slam Gstaad
- 2006:  Montreal Open

- 2006:  Grand Slam Klagenfurt
- 2006:  Warschau Open
- 2006:  Porto Santo Open
- 2006:  Phuket Open
- 2007:  Shanghai Open
- 2007:  Sentosa Open
- 2007:  Seoel Open
- 2007:  Grand Slam Parijs
- 2007:  Grand Slam Stavanger
- 2007:  Grand Slam Berlijn
- 2007:  Marseille Open
- 2007:  Kristiansand Open
- 2007:  Åland Open
- 2007:  Phuket Open
- 2008:  Osaka Open
- 2008:  Grand Slam Berlijn
- 2008:  Grand Slam Moskou
- 2008:  Grand Slam Gstaad